# Choeroniscus minor
Choeroniscus minor är en fladdermusart som först beskrevs av Peters 1868.  Choeroniscus minor ingår i släktet Choeroniscus och familjen bladnäsor. IUCN kategoriserar arten globalt som livskraftig. Inga underarter finns listade i Catalogue of Life.
Denna fladdermus förekommer i norra Sydamerika, ungefär från centrala Colombia och centrala Venezuela till centrala Bolivia och centrala Brasilien. Arten hittas även på Trinidad. Den vistas i låglandet och i bergstrakter upp till 1300 meter över havet. Habitatet utgörs av regnskogar och andra fuktiga skogar. Flockar med ungefär åtta individer vilar i trädens håligheter.